# Cassai (província)
Cassai ou Casai (em francês: Kasaï) é uma província da República Democrática do Congo. Tem 95 631 quilômetros quadrados e segundo censo de 2017, havia 2 801 000 habitantes. Têm capital na cidade de Chicapa.